# Ardi

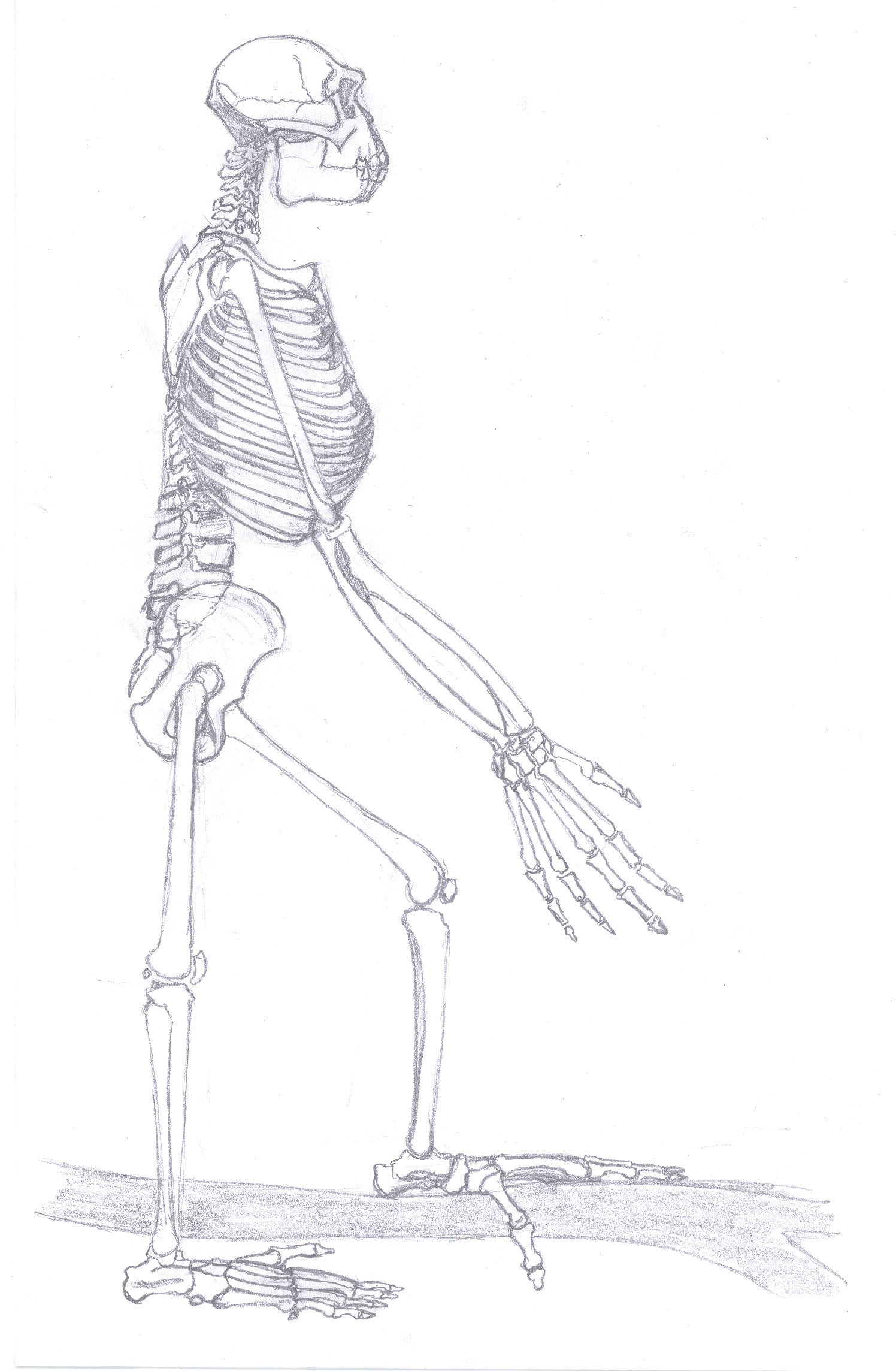
Reconstructie, gebaseerd op originele afbeelding uit Science.

Ardi (ook wel bekend als ARA-VP-6/500) was een vrouwelijke Ardipithecus die zo'n 4,4 miljoen jaar geleden in de Ethiopische regio Afar heeft geleefd.
Deze mogelijke voorouder van de mens woog zo'n vijftig kilogram en was 122 centimeter lang. Een gedeelte van haar skelet werd in 1994 gevonden in de buurt van de Awashrivier.
Het skelet was zwaar beschadigd waarschijnlijk door neushoorns en andere grote dieren die eroverheen liepen. De schedel bijvoorbeeld was platgedrukt.
Ardi's anatomie geeft aan dat zij rechtop liep, maar nog uiterst behendig was in het boomklimmen. Ook valt uit haar lichaam af te leiden dat de mens niet uit de chimpansee is geëvolueerd, maar dat beide soorten los van elkaar uit een gezamenlijke voorouder zijn voortgekomen.
Ardi betekent basis in de taal Afar.